# Clasificación de Concacaf para la Copa Mundial de Fútbol de 1966
Para la Copa Mundial de Fútbol de 1966 de Inglaterra, la Concacaf disponía de 1 plazas de las 16 totales del mundial. Se realizó un torneo dividido en dos rondas:
- Primera ronda: Con los 9 equipos restantes se formaron en 3 grupos de 3 equipos cada uno. Jugándose por el sistema de liguilla, con encuentros en casa y fuera. Los primeros de grupo se clasificaron para la siguiente ronda.
- Segunda ronda: Los 3 equipos restantes juegan una eliminatoria a doble partido. El vencedor se clasifica para el Mundial.

## Primera ronda

### Grupo 1
| Equipo         | Pts. | PJ | PG | PE | PP | GF | GC | Dif |
| -------------- | ---- | -- | -- | -- | -- | -- | -- | --- |
| México         | 7    | 4  | 3  | 1  | 0  | 8  | 2  | 6   |
| Estados Unidos | 4    | 4  | 1  | 2  | 1  | 4  | 5  | -1  |
| Honduras       | 1    | 4  | 0  | 1  | 3  | 1  | 6  | -5  |

| Fecha                 | Lugar                  |                |                           | Resultado |                           |                |
| --------------------- | ---------------------- | -------------- | ------------------------- | --------- | ------------------------- | -------------- |
| 28 de febrero de 1965 | San Pedro Sula         | Honduras       | Bandera de Honduras       | 0 – 1     | Bandera de México         | México         |
| 4 de marzo de 1965    | Ciudad de México       | México         | Bandera de México         | 3 – 0     | Bandera de Honduras       | Honduras       |
| 7 de marzo de 1965    | Los Ángeles            | Estados Unidos | Bandera de Estados Unidos | 2 – 2     | Bandera de México         | México         |
| 12 de marzo de 1965   | Ciudad de México       | México         | Bandera de México         | 2 – 0     | Bandera de Estados Unidos | Estados Unidos |
| 17 de marzo de 1965   | San Pedro Sula         | Honduras       | Bandera de Honduras       | 0 – 1     | Bandera de Estados Unidos | Estados Unidos |
| 21 de marzo de 1965   | Tegucigalpa (Honduras) | Estados Unidos | Bandera de Estados Unidos | 1 – 1     | Bandera de Honduras       | Honduras       |

### Grupo 2
| Equipo                | Pts. | PJ | PG | PE | PP | GF | GC | Dif |
| --------------------- | ---- | -- | -- | -- | -- | -- | -- | --- |
| Jamaica               | 5    | 4  | 2  | 1  | 1  | 5  | 2  | 3   |
| Antillas Neerlandesas | 4    | 4  | 1  | 2  | 1  | 2  | 3  | -1  |
| Cuba                  | 3    | 4  | 1  | 1  | 2  | 3  | 5  | -2  |

| Fecha                | Lugar              |                       |                                  | Resultado |                                  |                       |
| -------------------- | ------------------ | --------------------- | -------------------------------- | --------- | -------------------------------- | --------------------- |
| 16 de enero de 1965  | Kingston           | Jamaica               | Bandera de Jamaica               | 2 – 0     | Bandera de Cuba                  | Cuba                  |
| 20 de enero de 1965  | Kingston (Jamaica) | Antillas Neerlandesas | Bandera de Antillas Neerlandesas | 1 – 1     | Bandera de Cuba                  | Cuba                  |
| 23 de enero de 1965  | Kingston           | Jamaica               | Bandera de Jamaica               | 2 – 0     | Bandera de Antillas Neerlandesas | Antillas Neerlandesas |
| 30 de enero de 1965  | La Habana          | Cuba                  | Bandera de Cuba                  | 0 – 1     | Bandera de Antillas Neerlandesas | Antillas Neerlandesas |
| 3 de febrero de 1965 | La Habana (Cuba)   | Antillas Neerlandesas | Bandera de Antillas Neerlandesas | 0 – 0     | Bandera de Jamaica               | Jamaica               |
| 7 de febrero de 1965 | La Habana          | Cuba                  | Bandera de Cuba                  | 2 – 1     | Bandera de Jamaica               | Jamaica               |

- Nota:[3]

### Grupo 3
| Equipo              | Pts. | PJ | PG | PE | PP | GF | GC | Dif |
| ------------------- | ---- | -- | -- | -- | -- | -- | -- | --- |
| Costa Rica          | 8    | 4  | 4  | 0  | 0  | 9  | 1  | 8   |
| Guayana Neerlandesa | 2    | 4  | 1  | 0  | 3  | 8  | 9  | -1  |
| Trinidad y Tobago   | 2    | 4  | 1  | 0  | 3  | 5  | 12 | -7  |

| Fecha                 | Lugar         |                     |                              | Resultado |                              |                     |
| --------------------- | ------------- | ------------------- | ---------------------------- | --------- | ---------------------------- | ------------------- |
| 7 de febrero de 1965  | Puerto España | Trinidad y Tobago   | Bandera de Trinidad y Tobago | 4 – 1     |                              | Guayana Neerlandesa |
| 12 de febrero de 1965 | San José      | Costa Rica          | Bandera de Costa Rica        | 1 – 0     |                              | Guayana Neerlandesa |
| 21 de febrero de 1965 | San José      | Costa Rica          | Bandera de Costa Rica        | 4 – 0     | Bandera de Trinidad y Tobago | Trinidad y Tobago   |
| 28 de febrero de 1965 | Paramaribo    | Guayana Neerlandesa |                              | 1 – 3     | Bandera de Costa Rica        | Costa Rica          |
| 7 de marzo de 1965    | Puerto España | Trinidad y Tobago   | Bandera de Trinidad y Tobago | 0 – 1     | Bandera de Costa Rica        | Costa Rica          |
| 14 de marzo de 1965   | Paramaribo    | Guayana Neerlandesa |                              | 6 – 1     | Bandera de Trinidad y Tobago | Trinidad y Tobago   |

## Segunda ronda
| Equipo     | Pts. | PJ | PG | PE | PP | GF | GC | Dif |
| ---------- | ---- | -- | -- | -- | -- | -- | -- | --- |
| México     | 7    | 4  | 3  | 1  | 0  | 12 | 2  | 10  |
| Costa Rica | 4    | 4  | 1  | 2  | 1  | 8  | 2  | 6   |
| Jamaica    | 1    | 4  | 0  | 1  | 3  | 3  | 19 | -16 |

| Fecha               | Lugar            |            |                       | Resultado |                       |            |
| ------------------- | ---------------- | ---------- | --------------------- | --------- | --------------------- | ---------- |
| 25 de abril de 1965 | San José         | Costa Rica | Bandera de Costa Rica | 0 – 0     | Bandera de México     | México     |
| 3 de mayo de 1965   | Kingston         | Jamaica    | Bandera de Jamaica    | 2 – 3     | Bandera de México     | México     |
| 7 de mayo de 1965   | Ciudad de México | México     | Bandera de México     | 8 – 0     | Bandera de Jamaica    | Jamaica    |
| 11 de mayo de 1965  | San José         | Costa Rica | Bandera de Costa Rica | 7 – 0     | Bandera de Jamaica    | Jamaica    |
| 16 de mayo de 1965  | Ciudad de México | México     | Bandera de México     | 1 – 0     | Bandera de Costa Rica | Costa Rica |
| 22 de mayo de 1965  | Kingston         | Jamaica    | Bandera de Jamaica    | 1 – 1     | Bandera de Costa Rica | Costa Rica |

## Estadísticas

### Clasificación general
| Pos. | Selección             | Pts. | PJ | PG | PE | PP | GF | GC | Dif | Rend. |
| ---- | --------------------- | ---- | -- | -- | -- | -- | -- | -- | --- | ----- |
| 1    | México                | 14   | 8  | 6  | 2  | 0  | 20 | 4  | 16  | 87.5% |
| 2    | Costa Rica            | 12   | 8  | 5  | 2  | 1  | 17 | 3  | 14  | 75%   |
| 3    | Jamaica               | 6    | 8  | 2  | 2  | 4  | 8  | 21 | -13 | 37.5% |
| 4    | Estados Unidos        | 4    | 4  | 1  | 2  | 1  | 4  | 5  | -1  | 50%   |
| 5    | Antillas Neerlandesas | 4    | 4  | 1  | 2  | 1  | 2  | 3  | -1  | 50%   |
| 6    | Cuba                  | 3    | 4  | 1  | 1  | 2  | 3  | 5  | -2  | 37.5% |
| 7    | Guayana Neerlandesa   | 2    | 4  | 1  | 0  | 3  | 8  | 9  | -1  | 25%   |
| 8    | Trinidad y Tobago     | 2    | 4  | 1  | 0  | 3  | 5  | 12 | -7  | 25%   |
| 9    | Honduras              | 1    | 4  | 0  | 1  | 3  | 1  | 6  | -5  | 12.5% |

### Goleadores
| Jugador           | Selección           | Goles |
| ----------------- | ------------------- | ----- |
| Isidoro Díaz      | México              | 5     |
| Ernesto Cisneros  | México              | 4     |
| Errol Daniels     | Costa Rica          | 4     |
| Leonel Hernández  | Costa Rica          | 4     |
| William Quirós    | Costa Rica          | 3     |
| Edgar Marín       | Costa Rica          | 3     |
| Lascelles Dunkley | Jamaica             | 3     |
| Siegfried Haltman | Guayana Neerlandesa | 3     |

## Clasificado
| Bandera de México |
| México            |
| Primer puesto     |